# 対 (アルバム)
『対/TSUI』（つい、The Division Bell）は、1994年に発表されたピンク・フロイドのスタジオ・アルバム。前作の『鬱』以来7年振りの作品である。
イギリスやアメリカを始め、世界各国で軒並みヒットチャート第1位を獲得し、世界的ベストセラーとなった。アメリカだけで300万枚、全世界で1,000万枚を超える売上を記録した。

## 概要
レコーディング・セッションは1993年から断続的に行われ、前作に引き続きデヴィッド・ギルモアがリーダーシップを執っている。また、キーボードのリチャード・ライトが正式メンバーとして復帰、いくつか楽曲も提供しており、「ウェアリング・ジ・インサイド・アウト」ではリード・ヴォーカルも担当している。
なお、このときのセッション音源をもとに、2014年にバンドにとって最後のオリジナル・アルバムとなる『永遠』がリリースされている。
3人のバンド・メンバーだけでなく、多くのスタジオ・ミュージシャンがレコーディングに参加している。プロデュースはボブ・エズリン、ミキシングはクリス・トーマスという大御所の2人が担当。なお、大半の楽曲で作詞を担当しているポリー・サムスンという女性は、後にギルモアと結婚している。
「コミュニケーションの欠如による対立」というテーマで制作されたコンセプト・アルバムであり、ストーム・ソーガソンによるジャケット写真がそれを表現している。全体的に地味な印象のアルバムであるが、1970年代の頃のプログレッシヴ・ロック・サウンドを取り戻そうとするかのような奥行きのある音作りがなされている。
アルバム収録曲の「孤立」は、グラミー賞ベスト・ロック・インストゥルメンタル部門を受賞。ピンク・フロイドにとって初のグラミー受賞となった。また、シングルカットされた「テイク・イット・バック」はイギリスで23位のヒットを記録した。

## ツアー
さらに、アルバム発売後は音楽史上に類を見ない大規模なワールドツアーを開催し、延べ550万人もの観客動員を記録した。その模様を収録したライブアルバム及び映像作品『P.U.L.S.E』が翌年発売された。

## 日本盤コピー
「全人類に対する警鐘!? ベルリンの壁崩壊後、ピンク・フロイドが初めて世に問うものは何か?　全人類待望のニューアルバム。今ここで全てが明らかにされる」

## 収録トラック
| #         | タイトル                                                           | 作詞                          | 作曲            | 時間  |
| --------- | ------------------------------------------------------------------ | ----------------------------- | --------------- | ----- |
| 1.        | 「クラスター・ワン（Cluster One）」(Instrumental)                  |                               | Gilmour、Wright | 5:56  |
| 2.        | 「ホワット・ドゥー・ユー・ウォント（What Do You Want From Me?）」  | Gilmour、Samson               | Gilmour、Wright | 4:21  |
| 3.        | 「極（Poles Apart）」                                              | Gilmour、Samson、Laird-Clowes | Gilmour         | 7:03  |
| 4.        | 「孤立（Marooned）」(Instrumental)                                 |                               | Gilmour、Wright | 5:29  |
| 5.        | 「壁が崩壊した日（A Great Day for Freedom）」                      | Gilmour、Samson               | Gilmour         | 4:17  |
| 6.        | 「ウェアリング・ジ・インサイド・アウト（Wearing the Inside Out）」 | Moore                         | Wright          | 6:49  |
| 7.        | 「テイク・イット・バック（Take It Back）」                         | Gilmour、Samson、Laird-Clowes | Ezrin           | 6:12  |
| 8.        | 「転生（Coming Back to Life）」                                    | Gilmour                       | Gilmour         | 6:19  |
| 9.        | 「キープ・トーキング（Keep Talking）」                             | Gilmour、Samson               | Gilmour、Wright | 6:10  |
| 10.       | 「ロスト・フォー・ワーズ（Lost for Words）」                       | Gilmour、Samson               | Gilmour         | 5:13  |
| 11.       | 「運命の鐘（High Hopes）」                                         | Gilmour、Samson               | Gilmour         | 8:34  |
| 合計時間: | 合計時間:                                                          | 合計時間:                     | 合計時間:       | 66:27 |